# Mewen Tomac
Mewen Tomac (Évreux, 11 settembre 2001) è un nuotatore francese, specializzato nello stile dorso.

## Biografia
Si è messo in mostra a livello giovanile, prima vincendo il bronzo nei 200 m dorso al Festival olimpico della gioventù europea di Győr 2017, poi guadagnando l'argento agli europei giovanili di Kazan' 2019 e il bronzo ai mondiali giovanili di Budapest 2019 sulla stessa distanza.
Agli europei di Budapest 2020, disputati nel maggio 2021 alla Duna Aréna, si è classificato 5º nella finale dei 100 m dorso e 27º nei 200 m. Nella staffetta 4x200 m stile libero ha ottenuto il 4º posto in finale con Jordan Pothain, Enzo Tesic e Jonathan Atsu.
Ha rappresentato la Francia ai Giochi olimpici estivi di Tokyo 2020, classificandosi 14º nei 100 m dorso e 25º nei 200.
Ai mondiali in vasca corta di Abu Dhabi 2021 è stato eliminato in batteria nei 50 m dorso.
Ai mondiali di Budapest 2022 si è classificato 5º in finale nei 200 m dorso ed è stato eliminato in semifinale con il 13º tempo nei 50 m dorso e con il 9º nei 100 m dorso.
Ai campionati europei di nuoto di Roma 2022 ha vinto la medaglia d'argento nella staffetta 4x100 m misti con Yohann Ndoye-Brouard, Antoine Viquerat, Clément Secchi, Maxime Grousset e Charles Rihoux, e quella di bronzo nella staffetta maschile 4x200 m stile libero, con Wissam-Amazigh Yebba, Hadrien Salvan, Enzo Tesic e Roman Fuchs.
Nel 2023 è assoluto protagonista agli europei in vasca corta di Otopeni, in cui sale sul podio in tutte e tre le distanze del dorso (oro nei 50 e nei 100 metri, bronzo nei 200 metri) e nella staffetta 4x50 metri misti mista, chiusa in seconda posizione. Ai mondiali in vasca corta di Budapest dell'anno successivo ottiene il bronzo nei 200 metri dorso.

## Palmarès
- Mondiali in vasca corta

Budapest 2024: bronzo nei 200m dorso.
- Europei

Roma 2022: argento nella 4x100m misti e bronzo nella 4x200m sl.
- Europei in vasca corta

Otopeni 2023: oro nei 50m dorso e nei 100m dorso, argento nella 4x50m misti mista, bronzo nei 200m dorso.
- Mondiali giovanili

Budapest 2019: bronzo nei 200m dorso.
- Europei giovanili

Kazan' 2019: argento nei 200m dorso.
- Festival olimpico della gioventù europea

Győr 2017: bronzo nei 200m dorso.